# Gaston en zijn zuster
Gaston en zijn zuster is een schilderij van de Vlaamse kunstschilder Gustave Van de Woestyne. Van de Woestyne voerde het uit in olieverf op doek. Het schilderij uit 1923 behoort tot de collectie van het Koninklijk Museum voor Schone Kunsten Antwerpen en is een van de topstukken binnen het oeuvre van de kunstenaar.

## Context
Het schilderij Gaston en zijn zuster was een van de belangrijkste schilderijen op de eerste solotentoonstelling van Gustave Van de Woestyne in galerie ‘Le Centaure’ in 1925. Toen hij het schilderde had hij er een jarenlang verblijf in Londen opzitten. Tijdens de Eerste Wereldoorlog had hij daar contact met oorlogsbannelingen zoals Valerius De Saedeleer en Georges Minne en bezocht hij er regelmatig musea. Hij was een man van de wereld die na de oorlog geregeld naar Parijs reisde om er tentoonstellingen te bezoeken. Toch bleef hij zijn roots trouw waardoor ook in dit werk het Vlaamse platteland duidelijk naar voren komt.

## Beschrijving
Dit schilderij behoort tot wat men de expressionistische periode van Gustave Van De Woestyne noemt. Gaston en zijn zuster zitten naast elkaar op een stoel in een monumentaal kunstwerk dat de kunstenaar op imponerende wijze heeft uitgewerkt. Het levensgrote tweetal torent boven de speelgoedhuizen en –bomen op de achtergrond uit. Beiden zijn gekleed in zwarte zondagskleren. Naast hen groeit een dahlia. De verhouding tussen de kinderen en hun omgeving en de leegte in het werk zijn al vreemd. Hun onwezenlijke, haast karikaturale koppen versterken dat effect. Het was Bertha, het hulpje van het gezin Van De Woestyne, die model stond als zus van Gaston, de kleine jongen naast haar die niet eens haar broer was.